# Desa Sirahan (administrativ by i Indonesien, lat -6,52, long 110,92)
Desa Sirahan är en administrativ by i Indonesien.   Den ligger i provinsen Jawa Tengah, i den västra delen av landet, 500 km öster om huvudstaden Jakarta.